# Komutator (matematyka)
Komutator – wskaźnik stopnia nieprzemienności pewnego działania dwuargumentowego. Definicje w teorii grup oraz teorii pierścieni różnią się między sobą.

## Teoria grup
Komutator dwóch elementów {\displaystyle g} i {\displaystyle h} należących do grupy {\displaystyle G} to element
{\displaystyle [g,h]=g^{-1}h^{-1}gh.}
Jest on równy jedynce grupy wtedy i tylko wtedy, gdy {\displaystyle g} i {\displaystyle h} komutują (czyli są przemienne, tzn. {\displaystyle gh=hg}). Podgrupa grupy {\displaystyle G} generowana przez wszystkie komutatory nazywana jest komutantem grupy {\displaystyle G.} Warto zauważyć, że należy rozważać podgrupę generowaną przez zbiór komutatorów, ponieważ w ogólności nie jest on zamknięty ze względu na działanie grupowe. Komutatory stosuje się w definicjach grup nilpotentnych i rozwiązalnych.
UwagaPowyższa definicja komutatora służy przede wszystkim matematykom badającym teorię grup. Wielu innych matematyków definiuje komutator jako
{\displaystyle [g,h]=ghg^{-1}h^{-1}.}

### Tożsamości
W tej sekcji wyrażenie {\displaystyle g^{x}} oznacza sprzężony (przez {\displaystyle x}) element {\displaystyle x^{-1}gx.}
- {\displaystyle [y,x]=[x,y]^{-1}.}
- {\displaystyle \left[[x,y^{-1}],z\right]^{y}\cdot \left[[y,z^{-1}],x\right]^{z}\cdot \left[[z,x^{-1}],y\right]^{x}=1.}
- {\displaystyle [xy,z]=[x,z]^{y}\cdot [y,z].}
- {\displaystyle [x,yz]=[x,z]\cdot [x,y]^{z}.}

Druga z tożsamości znana jest jako tożsamość Halla-Witta, która jest teoriogrupowym analogonem tożsamości Jacobiego komutatora z teorii pierścieni (zob. następna sekcja). Czwarta równość wynika z pierwszej i trzeciej.
UwagaPowyższa definicja sprzężenia {\displaystyle g} przez {\displaystyle x} używana jest przez badaczy teorii grup. Wielu innych matematyków definiuje sprzężenie {\displaystyle g} przez {\displaystyle x} jako {\displaystyle xgx^{-1},} zwykle zapisuje się to jako {\displaystyle {}^{x}g.}

## Teoria pierścieni
Komutator dwóch elementów {\displaystyle a} i {\displaystyle b} pierścienia lub algebry łącznej zdefiniowany jest jako
{\displaystyle [a,b]=ab-ba.}
Ma on wartość zero wtedy i tylko wtedy, gdy {\displaystyle a} i {\displaystyle b} są przemienne (komutują). W algebrze liniowej, jeżeli dwa endomorfizmy przestrzeni są reprezentowane przez komutujące macierze względem jednej bazy, to są one tak reprezentowane w każdej bazie.
Zastosowanie komutatora jako nawiasu Liego umożliwia przekształcenie dowolnej algebry łącznej w algebrę Liego.

### Tożsamości
Komutator ma następujące własności:
Wzory dla algebr Liego:
- {\displaystyle [A,A]=0,}
- {\displaystyle [A,B]=-[B,A],}
- {\displaystyle [A,[B,C]]+[B,[C,A]]+[C,[A,B]]=0.}

Druga relacja nazywana jest antyprzemiennością, a trzecia znana jest jako tożsamość Jacobiego.
Dodatkowe wzory:
- {\displaystyle [A,BC]=[A,B]C+B[A,C],}
- {\displaystyle [AB,C]=A[B,C]+[A,C]B,}
- {\displaystyle [A,BC]=[AB,C]+[CA,B],}
- {\displaystyle [ABC,D]=AB[C,D]+A[B,D]C+[A,D]BC,}
- {\displaystyle [[[A,B],C],D]+[[[B,C],D],A]+[[[C,D],A],B]+[[[D,A],B],C]=[[A,C],[B,D]].}

Jeżeli {\displaystyle A} jest ustalonym elementem pierścienia {\displaystyle {\mathfrak {R}},} pierwszy dodatkowy wzór może być interpretowany jako reguła Leibniza dla odwzorowania {\displaystyle D_{A}\colon R\to R} danego wzorem {\displaystyle B\mapsto [A,B].} Innymi słowy, odwzorowanie {\displaystyle D_{A}} definiuje różniczkowanie w pierścieniu {\displaystyle {\mathfrak {R}}.}
Użyteczna jest również następująca tożsamość komutatorowa będąca przypadkiem szczególnym wzoru Bakera-Campbella-Hausdorffa:
- {\displaystyle e^{A}Be^{-A}=B+[A,B]+{\tfrac {1}{2!}}[A,[A,B]]+{\tfrac {1}{3!}}[A,[A,[A,B]]]+\dots }

### Przykład
Niech dane będą dwa operatory: różniczkowy {\displaystyle \operatorname {d} ,} który przekształca funkcję w jej pochodną oraz {\displaystyle \operatorname {x} ,} który przekształca funkcję w iloczyn niej samej i jej argumentu.
Badanie nieprzemienności tych operatorów na niezerującej się funkcji różniczkowalnej {\displaystyle F} przebiega jak następuje:
- {\displaystyle \operatorname {d} (\operatorname {x} F)=\operatorname {dx} F+\operatorname {xd} F=F+\operatorname {xd} F,} ponieważ {\displaystyle \operatorname {dx} =1,}
- {\displaystyle \operatorname {x} (\operatorname {d} F)=\operatorname {xd} F.}

Odjęcie tych równań stronami daje:
{\displaystyle \operatorname {d} (\operatorname {x} F)-\operatorname {x} (\operatorname {d} F)=F+\operatorname {xd} F-\operatorname {xd} F,}
{\displaystyle \operatorname {d} (\operatorname {x} F)-\operatorname {x} (\operatorname {d} F)=F.}
Po wyłączeniu poza nawias i podzieleniu przez {\displaystyle F} jest
{\displaystyle (\operatorname {dx} -\operatorname {xd} )F=F,}
{\displaystyle (\operatorname {dx} -\operatorname {xd} )=1,} czyli {\displaystyle [\operatorname {d} ,\operatorname {x} ]=1.}
Stąd wynik zastosowania obu operatorów {\displaystyle \operatorname {d} } i {\displaystyle \operatorname {x} } na funkcję {\displaystyle F} zależy od ich kolejności, na co wskazuje również komutator równy jedności.

## Pierścienie i algebry z gradacją
Podczas badania algebr z gradacją komutator zastępuje się zwykle komutatorem z gradacją definiowanym w języku składowych jednorodnych jako {\displaystyle [\omega ,\eta ]_{gr}:=\omega \eta -(-1)^{\deg \omega \deg \eta }\eta \omega .}

## Różniczkowania
Szczególnie jeżeli w grę wchodzi posługiwanie się wieloma komutatorami, użyteczny okazuje się być inny zapis korzystający z reprezentacji sprzężeniowej
{\displaystyle \operatorname {ad} (x)(y)=[x,y].}
Wówczas {\displaystyle \operatorname {ad} (x)} jest różniczkowaniem, a {\displaystyle \operatorname {ad} } jest liniowe, np. {\displaystyle \operatorname {ad} (x+y)=\operatorname {ad} (x)+\operatorname {ad} (y)} oraz {\displaystyle \operatorname {ad} (\lambda x)=\lambda \operatorname {ad} (x)} i homomorfizmem algebry Liego, np. {\displaystyle \operatorname {ad} ([x,y])=[\operatorname {ad} (x),\operatorname {ad} (y)],} ale nie zawsze jest homomorfizmem algebr, np. tożsamość {\displaystyle \operatorname {ad} (xy)=\operatorname {ad} (x)\operatorname {ad} (y)} w ogólności nie zachodzi.
Przykłady:
- {\displaystyle \operatorname {ad} (x)\operatorname {ad} (x)(y)=\left[x,[x,y]\right].}
- {\displaystyle \operatorname {ad} (x)\operatorname {ad} (a+b)(y)=\left[x,[a+b,y]\right].}

## Komutator w fizyce
Komutator jest często używany w fizyce kwantowej:
- W mechanice kwantowej procedura kwantowania kanonicznego polega na zastąpieniu nawiasów Poissona komutatorami, tzn. {\displaystyle [\operatorname {X} ,\operatorname {P} ]=\operatorname {XP} -\operatorname {PX} =i\hbar ,} gdzie {\displaystyle \operatorname {X} } oraz {\displaystyle \operatorname {P} } stają się operatorami w przestrzeni Hilberta. Konsekwencją wprowadzenia takich reguł komutacyjnych jest zasada nieoznaczoności Heisenberga.
- W procedurze drugiej kwantyzacji (stosowanej dla układów wielu cząstek) wprowadzane są operatory kreacji i anihilacji cząstek, które dla bozonów spełniają reguły komutacji, a dla fermionów antykomutacji.
- W definicjach funkcji Greena stosowane są komutatory dla bozonów oraz antykomutatory dla fermionów.

## Antykomutator
Antykomutator {\displaystyle \{a,b\}} lub {\displaystyle [a,b]_{+}} definiowany jest jako {\displaystyle [a,b]_{+}=ab+ba.} Przy stosowaniu oznaczenia z plusem zwykle komutator oznacza się odpowiednio znakiem minus {\displaystyle [a,b]_{-}.}
Z oznaczenia tego korzysta się w fizyce dla operatorów kreacji i anihilacji cząstek o spinie połówkowym (fermiony). Operatory te spełniają reguły antykomutacji, tzn. {\displaystyle [{\hat {a}}^{\dagger },{\hat {a}}]_{+}=0={\hat {a}}^{\dagger }{\hat {a}}+{\hat {a}}{\hat {a}}^{\dagger }.}
Reguła ta wynika z zakazu Pauliego mówiącego, że dany stan kwantowy może być obsadzony tylko przez jedną cząstkę.
Operatory kreacji i anihilacji cząstek o spinie całkowitym (bozonów) spełniają reguły komutacji.
W rachunkach w fizyce, w których używane są komutatory i antykomutatory stosuje się zapis wariantowy z symbolem plus/minus lub minus/plus przy nawiasie kwadratowym {\displaystyle [\cdot ,\cdot ]_{\pm }} odnosząc rachunki odpowiednio do antykomutatorów/komutatorów dla fermionów/bozonów.
W kwantowej teorii pola dla pól fermionowych stosuje się reguły antykomutacyjne oraz liczby Grassmana, czyli liczby rozpinające algebrę, w której generatory antykomutują (są antyprzemienne) między sobą oraz komutują (są przemienne) ze zwykłymi liczbami.